# Comuna Lisovîci, Tarașcea
Lisovîci (în ucraineană Лісовичі) este o comună în raionul Tarașcea, regiunea Kiev, Ucraina, formată din satele Lisovîci (reședința) și Potokî.

## Demografie
Componența lingvistică a comunei Lisovîci
     Ucraineană (98,64%)
     Rusă (1,26%)
     Alte limbi (0,05%)
Conform recensământului din 2001, majoritatea populației comunei Lisovîci era vorbitoare de ucraineană (98,64%), existând în minoritate și vorbitori de rusă (1,26%).